# Gouville-sur-Mer
Gouville-sur-Mer é uma comuna francesa na região administrativa da Normandia, no departamento Mancha. Estende-se por uma área de 13,24 km². Em 2010 a comuna tinha 3 285 habitantes (densidade: 248,1 hab./km²).